# 쓰가루 노부히라

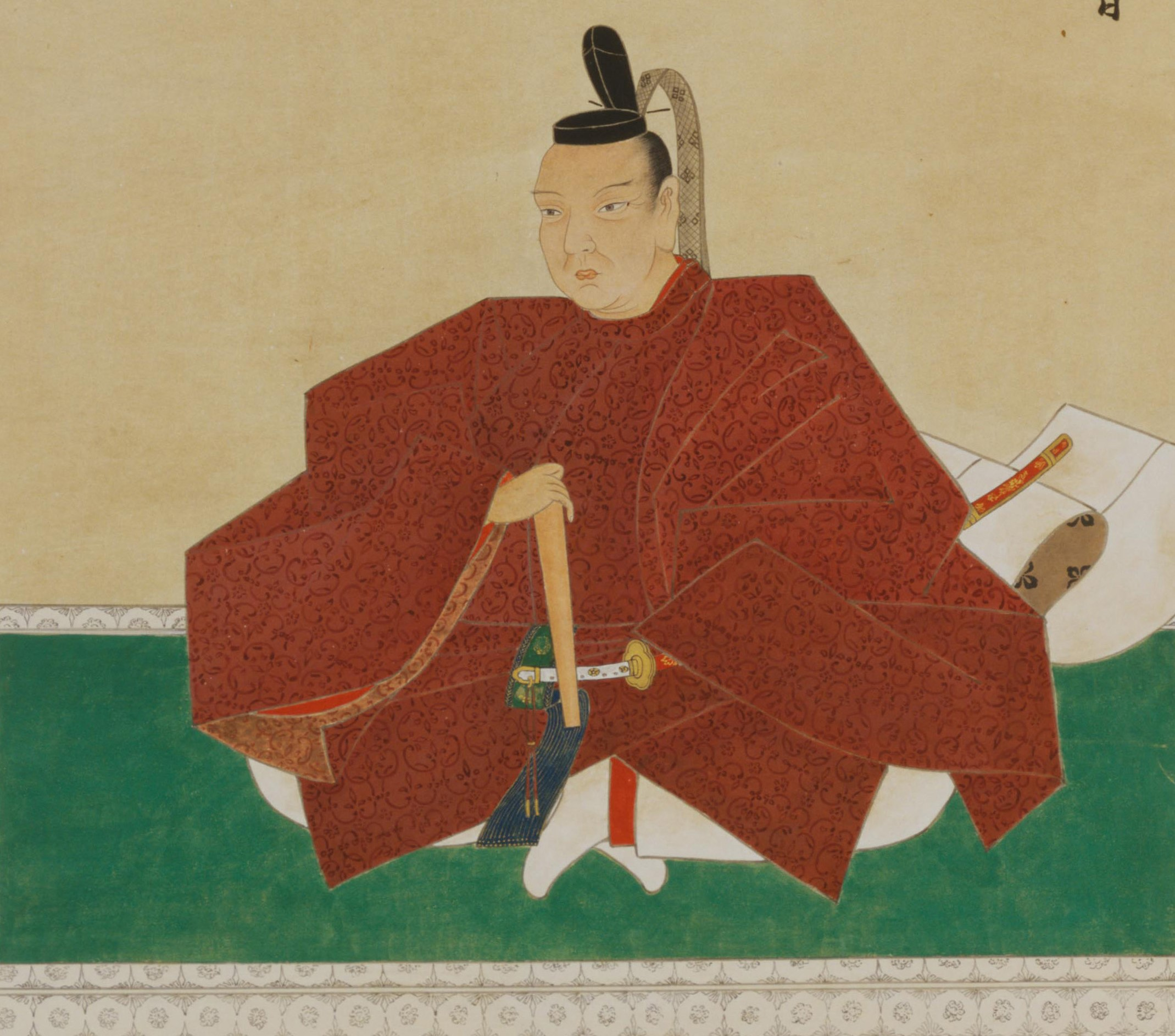
쓰가루 노부히라

쓰가루 노부히라(일본어: 津軽 信枚/信牧, 1586년 5월 9일 ~ 1631년 2월 14일)는 히로사키번의 2대 번주이다.

## 출생과 유년기
1586년, 히로사키번의 초대 번주 쓰가루 다메노부(津軽為信)의 셋째 아들로 태어났다. 1596년, 형 노부카타(信堅)와 크리스트교로 개종하였다. 1600년, 세키가하라 전투 때 아버지와 함께 동군으로 들어가, 도쿠가와 이에야스의 본진에서 참전했다고 하며, 전후에 논공서임을 받았다.

## 쓰가루 소동
1607년, 형 노부타케(信建)와 아버지 다메노부가 모두 사망하자, 그 뒤를 이어 번주 자리에 오른다. 그러나 이듬해, 가신 세력 일부가 노부타케의 장남 구마치요(熊千代)를 옹립하면서 가독을 둘러싼 다툼이 시작되었는데, 이를 '쓰가루 소동'(津軽騒動)이라고 한다. 쓰가루 다케히로가 막부에 구마치요가 적통임을 주장하는 소송을 제출하면서 번주직 박탈의 위기를 맞았지만, 노부히라는 막부 인사들과의 친분, 그리고 막부 내의 계파 갈등을 이용하여 결국 막부의 노부히라 계승 승인을 이끌어내고, 구마치요를 지지한 일파들을 몰아냈다.

## 히로사키 성 건축
1609년, 선대부터 진행되어 오던 다카오카 성(高岡城)의 정식 허가가 내려졌다. 이에 5층짜리 대천수각을 세우고 성곽을 구축하였는데, 이는 5만 석 이하의 다이묘로서는 파격적인 일이었다. 막부측이 북방의 경비를 강화하는 차원에서 이를 허가해주었다고도 한다. 성 아래에는 조카마치를 정비하였으니 오늘날의 히로사키시에 해당한다. 그러나 1627년, 낙뢰로 인해 대천수각이 소실되었고, 이후 1810년에 9대 번주 쓰가루 야스치카가 막부의 허가를 받아 3층 천수각을 세울 때까지 히로사키 성에는 천수각이 존재하지 않게 되었다. 1628년에는 '다카오카'를 '히로사키'(弘前)로 개명하여 다카오카 성은 히로사키성(弘前城)이 되었다. 그 외에도 무쓰 만 안쪽의 아오모리 항(青森港)(지금의 아오모리시)의 항만시설과 시가지를 구축하여 에조와 에도 사이의 교역루트를 정비하였다. 영내의 농지 개간과 정비, 새 인재 등용 등 번의 기초를 닦는 일도 했다.

## 전봉 위기
1619년, 막부에서는 쓰가루 가문을 시나노노쿠니 가와나카지마 번(10만 석)으로 전봉시키려 하였다. 5만 석이 넘는 가봉이라는 점에서는 영광스러운 일이나, 실제 영지 세수, 이전 비용, 그리고 가문 대대로 터를 잡은 곳을 떠나는 정신적 부담 때문에 그리 좋은 일만은 아니었다. 전봉 명령이 내려진 경위에 대해서는 여러 가지 설이 있는데, 세키가하라 전투 당시 쓰가루 집안이 둘로 나뉘어 서군과 동군 양쪽에 붙어있었던 일, 도요토미 가문과 이시다 가문에 호의적인 입장을 보인 일, 막부 내부의 파벌 다툼에 끼어든 일 등에 기인한다고 본다. 노부히라는 이전 비용 갹출과 이사 준비까지 명령하였지만, 다행히도 전봉 명령은 시행되지 않았다. 이에 대해서는 노부히라와 가신단, 그리고 그의 아내 마테히메(満天姫) 등이 막부측에 벌인 운동으로 중지되었다는 이야기가 있다.

## 가족 관계
이처럼 노부히라는 막부 쪽과 친근한 관계를 유지하면서 에도 막부에서의 쓰가루 집안과 히로사키번의 위상을 공고히 하고 심각한 위기를 모면하였는데, 그 대표적인 사례로 도쿠가와 이에야스의 양녀 마테히메와의 결혼을 들 수 있다. 원래 노부히라는 고다이인의 양녀로 본래 이시다 미쓰나리의 딸이자 이시다 시게나리의 여동생인 다쓰히메(辰姫)와 혼인하였으나, 마테히메와 결혼하게 되면서 그는 막부의 기분을 거스르지 않기 위해 다쓰히메를 측실로, 마테히메를 정실로 삼았다. 하지만 노부히라는 다쓰히메와는 여전히 친하여, 에도도 쓰가루도 아닌 고즈케노쿠니의 영지에 머무르고 있던 다쓰히메를 만나기 위해 곧잘 왕래했다고 한다. 다쓰히메는 1619년, 장남인 노부요시(信義)를 낳았고, 수 년 뒤에 사망하였으며, 마테히메는 1620년, 아들 노부후사(信英)를 낳았다. 1631년, 노부히라는 48세의 나이로 에도의 번저에서 사망하였는데, 번주의 자리는 노부히라가 아꼈던 장남 노부요시에게 돌아갔다.
| 전임 쓰가루 다메노부 | 제2대 히로사키번 번주 1607년 ~ 1631년 | 후임 쓰가루 노부요시 |